# Rudolf Rittner

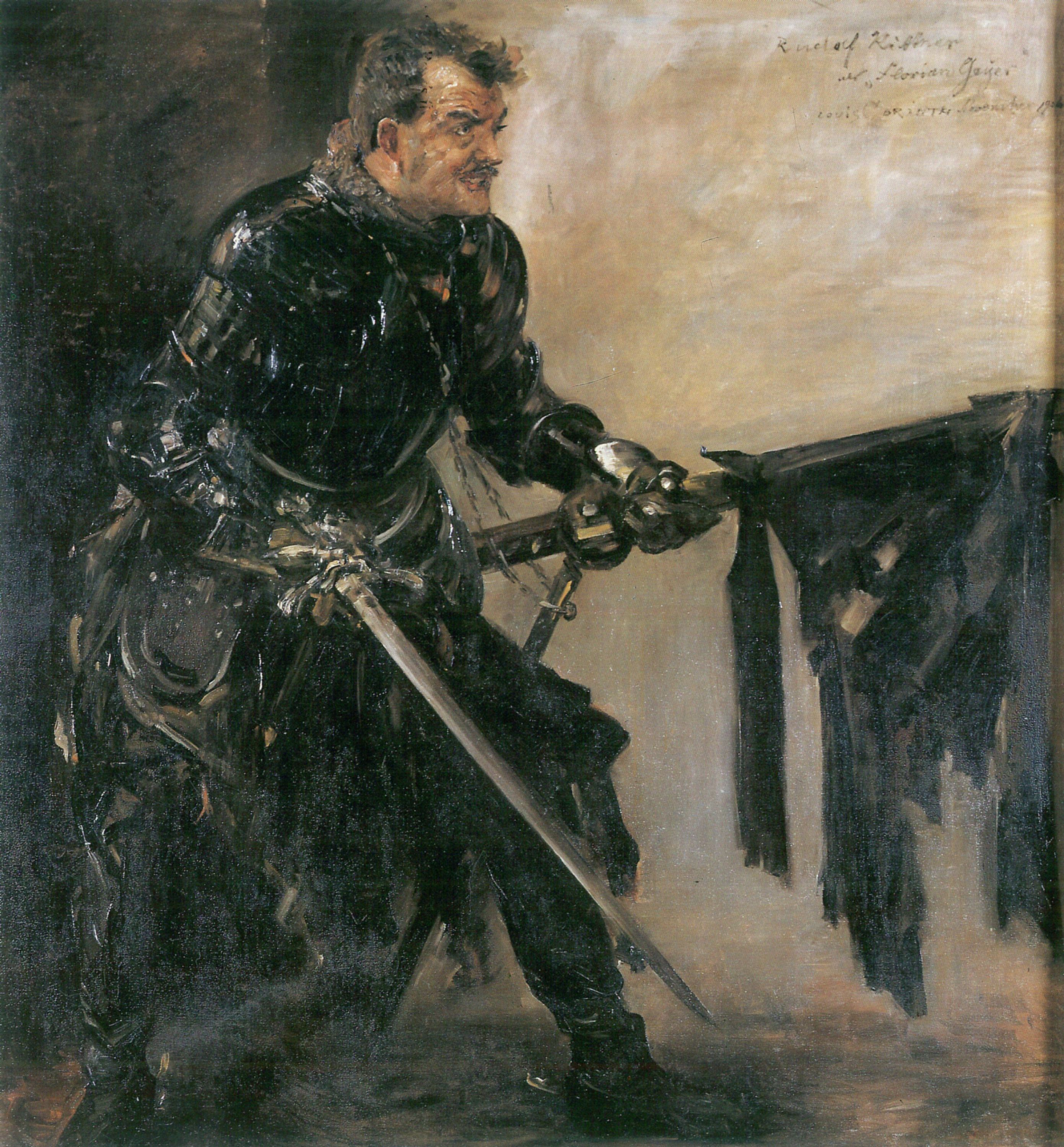
Rudolf Rittner als Florian Geyer, Gemälde von Lovis Corinth (1906)

Rudolf Rittner 1901

Rudolf Rittner (* 30. Juni 1869 in Weißbach, Österreich-Ungarn; † 4. Februar 1943 Weißbach, Landkreis Freiwaldau, Deutsches Reich) war ein deutscher Bühnen- und Filmschauspieler.

## Leben
Rudolf Rittner war der Sohn des Bürgermeisters Franz Rittner. Bereits mit zwölf Jahren verließ er seinen Geburtsort im Sudetenland, um am Konservatorium in Wien Musik zu studieren, 1887 wechselte er dort auf die Schauspielschule, ohne Wissen seiner Eltern, die der neuen Berufung skeptisch gegenüberstanden. Nach Abschluss seiner Ausbildung wirkte er am Residenztheater in Berlin, trat in Köln und Hamburg auf und kam 1894 wiederum nach Berlin, diesmal an dem Deutschen Theater, wo er zehn Jahre lang wirkte, bis er zum Lessingtheater wechselte.
1893 wirkte er in der Rolle des Hans an der Uraufführung von Max Halbes Stück Jugend mit. Später wurde er vor allem als Darsteller in Werken von Gerhart Hauptmann bekannt, so als Fuhrmann Henschel, als Moritz Jäger in Die Weber und als Florian Geyer. In dieser Rolle porträtierte ihn Lovis Corinth im Jahre 1906. Florian Geyer war es auch, der Rittner zu großem Ruhm verhelfen sollte, hatte er doch das zuvor kaum beachtete Stück durch sein schauspielerisches Talent erst zu einem Erfolg werden lassen. 1907 schließlich, im Alter von 38 Jahren, auf dem Höhepunkt seiner Karriere stehend, verließ er zur allgemeinen Überraschung das Theater und zog sich in seinen Geburtsort zurück, um sich der bäuerlichen Arbeit auf seinem Hof zu widmen. Nur kurz war er hiernach Direktoriumsmitglied der Sozietät des Deutschen Künstlertheaters.
1922 kehrte Rittner in die Öffentlichkeit zurück. Im Stummfilm Der Graf von Charolais spielte er den Hauptmann Romont. Zwei Jahre darauf war er als Rüdiger von Bechelaren in Fritz Langs Publikumserfolg Die Nibelungen zu sehen, 1927 als Hans Sachs in Der Meister von Nürnberg, zu dem er selbst das Drehbuch mitverfasst hatte. Nach seinem letzten Film, der deutsch-schwedischen Co-Produktion Väter und Söhne, zog er sich 1930 mit 61 Jahren endgültig in das Privatleben zurück.
Rudolf Rittner starb am  4. Februar 1943 auf seinem Hof in Weißbach und ist auf dem dortigen Friedhof beigesetzt. Sein Tod rief noch einmal seine schauspielerischen Erfolge in Erinnerung. Bereits zu dieser Zeit war er der breiten Öffentlichkeit größtenteils nur noch von Corinths Porträt des Florian Geyer bekannt. Rittner hinterließ der Nachwelt zwei Bühnenstücke, Wiederfinden (1901) und das Spielmannsdrama Narrenglanz (1906).

## Filmografie
- 1922: Der Graf von Charolais
- 1922/24: Die Nibelungen (2 Teile)
- 1923: Ein Glas Wasser
- 1925: Zur Chronik von Grieshuus
- 1925: Der Wilderer
- 1926: Der Mann im Feuer
- 1927: Der Meister von Nürnberg
- 1927: Der fröhliche Weinberg (nach dem gleichnamigen Stück von Carl Zuckmayer)
- 1930: Väter und Söhne